# Apotropina circumdata
Apotropina circumdata är en tvåvingeart som först beskrevs av Oswald Duda 1930.  Apotropina circumdata ingår i släktet Apotropina och familjen fritflugor. Inga underarter finns listade i Catalogue of Life.